# Montgalhard de Sava
Montgalhard de Sava (francès Montgaillard-sur-Save) és un municipi del departament francès de l'Alta Garona, a la regió d'Occitània.